# Adesmus griseus
Adesmus griseus là một loài bọ cánh cứng trong họ Cerambycidae.